# Jack Bailey
Pour les articles homonymes, voir Bailey.
Jack Bailey est un acteur américain (15 septembre 1907 - 1er février 1980) principalement connu pour avoir animé à la radio, puis à la télévision l'émission Queen for a Day (Reine d'un jour). Cette émission, qui débute en 1945, présente des ménagères, des ouvrières ou des femmes au foyer, qui pendant un instant racontaient une blague ou une anecdote devant un public charmé et conquis d'avance. La dame qui obtenait le plus d'applaudissements remportait un prix. En 1951, il interpréta son propre rôle dans le film homonyme inspiré de l'émission.

## Filmographie partielle
- 1967 : Les Monroe - 1 épisode  (TV Series) :  Crick
- 1965 : Monsieur Ed, le cheval qui parle - 1 épisode (TV Series) : Purser
- 1948 : Il marchait dans la nuit (He Walked by Night) de  Alfred L. Werker et Anthony Mann : le témoin en pyjamas